# Krasak (Kedungjajang)
Krasak is een bestuurslaag in het regentschap Lumajang van de provincie Oost-Java, Indonesië. Krasak telt 3773 inwoners (volkstelling 2010).